# MY SELF〜Sincerely yours
『MY SELF〜Sincerely yours』（マイ・セルフ・シンシアリー・ユアーズ）は、日本の歌手・郷ひろみが1987年5月31日にCBS・ソニーから発売した22枚目のベストアルバムである。

## 内容
前作『LOVE of FINERY』から約1ヶ月ぶり、ベストアルバムとしては前作『ベスト・コレクション』から約1年ぶりの作品。
デビュー15周年記念作品で、15年間の間に発表したシングル・アルバム問わない全作品を対象に選曲して収録したベスト・セレクションとなっている。

## 収録曲

### Disc 1
1. 男の子女の子
1stシングルの表題曲。
2. 小さな体験
2ndシングルの表題曲。
3. 愛への出発
4thシングルの表題曲。
4. 裸のビーナス
5thシングルの表題曲。
5. モナリザの秘密
7thシングルの表題曲。
6. 花とみつばち
8thシングルの表題曲。
7. よろしく哀愁
10thシングルの表題曲。
8. わるい誘惑
11thシングルの表題曲。
9. 花のように 鳥のように
12thシングルの表題曲。
10. 誘われてフラメンコ
13thシングルの表題曲。
11. 20才の微熱
17thシングルの表題曲。
12. あなたがいたから僕がいた
18thシングルの表題曲。
13. 悲しきメモリー
21stシングルの表題曲。
14. お化けのロック
両A面からなる23rdシングルの表題2曲目。
15. 禁猟区
24thシングルの表題曲。
16. バイブレーション（胸から胸へ）
25thシングルの表題曲。
17. 林檎殺人事件
27thシングルの表題曲。
18. ハリウッド・スキャンダル
28thシングルの表題曲。
19. マイ レディー
32ndシングルの表題曲。

### Disc 2
1. セクシー・ユー（モンロー・ウォーク）
33rdシングルの表題曲。
2. タブー（禁じられた愛）
34thシングルの表題曲。
3. How many いい顔
35thシングルの表題曲。
4. 若さのカタルシス
36thシングルの表題曲。
5. 未完成
37thシングルの表題曲。
6. お嫁サンバ
38thシングルの表題曲。
7. もういちど思春期
39thシングルの表題曲。
8. 哀愁ヒーロー Part1・Part2
40thシングルの表題曲。
9. 美貌の都
45thシングルの表題曲。
10. 素敵にシンデレラ・コンプレックス
47thシングルの表題曲。
11. 2億4千万の瞳-エキゾチック・ジャパン-
50thシングルの表題曲。
12. ヤクシニー
51stシングルの表題曲。
13. Cool
56thシングルの表題曲。
14. LABYRINTH
23rdアルバムの収録曲。
15. 千年の孤独
57thシングルの表題曲。

### Disc 3
1. 哀しみの黒い瞳
44thシングルの表題曲。
2. ロマンス
46thシングルの表題曲。
3. シャトレ・アモーナ・ホテル
49thシングルの表題曲。
4. ケアレス・ウィスパー
両A面からなる52ndシングルの表題2曲目。
5. 愛のエンプティーペイジ
53rdシングルの表題曲。
6. サファイア・ブルー
55thシングルの表題曲。
7. SOMEONE LIKE YOU -君に似た誰かが-
13thアルバムの収録曲。
8. 入江にて
13thアルバムの収録曲。
9. GOODBYE DAY
18thアルバムの収録曲。
10. P-Generation
16thアルバムの収録曲。
11. 比呂魅卿の犯罪
20thアルバムの収録曲。
12. だからスペクタクル
20thアルバムの収録曲。
13. CHARISMA
54thシングルの表題曲。
14. REE (ライヴ・バージョン)
9thライブアルバムの収録曲。